# Xanthodura trucidata
Xanthodura trucidata är en fjärilsart som beskrevs av Butler 1880. Xanthodura trucidata ingår i släktet Xanthodura och familjen mätare. Inga underarter finns listade i Catalogue of Life.